# Iltens og ozonlagets dannelse
 Denne artikel bør gennemlæses af en person med fagkendskab for at sikre den faglige korrekthed.

Dannelsen af fri ilt i atmosfæren og ozonlaget var en følge af, at nogle cyanobakterier (de såkaldte "blågrønalger") med et indhold af klorofyl var begyndt at binde solenergi kemisk i form af glucose. Som råstoffer brugte de vand og CO2 og som et affald fra processen udskilte de ilt til omgivelserne. 
Da havet var blevet mættet, sivede ilten videre op i atmosfæren. I 20-50 km højde medførte den intense UV-stråling, at ilten blev omdannet fra normal, molekylær ilt (O2) til ozon (O3). Herved var det ozonlag skabt, som forhindrer en betydelig del af den ultraviolette stråling (særligt UVB) i at nå ned til jordens overflade.